# (29737) Norihiro
(29737) Norihiro (1999 BG7) – planetoida z pasa głównego asteroid okrążająca Słońce w ciągu 4,59 lat w średniej odległości 2,76 j.a. Odkryta 21 stycznia 1999 roku.